# Landry Sales Gonçalves
Landry Sales Gonçalves (Acaraú, 19 de julho de 1904 — Rio de Janeiro, 30 de abril de 1978) foi um militar e político brasileiro.

## Biografia
Landry Sales Gonçalves era filho de Francisco Lousada Gonçalves e de Efigênia Sales Gonçalves, nasceu no município de Acaraú (CE), em 19 de julho de 1904.
Iniciou seus estudos em Camocim (CE), prosseguindo no Ginásio São Joaquim, em Lorena (SP), e no “Liceu Cearense”. Assentou praça em 1922, ingressando na Escola Militar do Realengo, no Rio de Janeiro, local onde estudaram, entre outros, Luís Carlos Prestes e Juarez Távora, e que sublevou-se a 5 de julho de 1922, tendo o cadete Flordoval Xavier Leal morrido em combate com as tropas oficiais, por ter se rebelado contra o governo de Artur Bernardes, e que também foi invadido após a frustrada tentativa dos “18 do Forte de Copacabana”. Aspirante-a-oficial em 1927, 1º tenente em 1929 e capitão em 1933. Na condição de 1º tenente, participou ativamente da tomada do poder em Fortaleza, em 1930, para derrubar a República Velha. As diretrizes do movimento revolucionário, planejadas por Juarez Távora, no Nordeste, eram centralizadas no Ceará na sua pessoa.
Foi governador militar no Pará, de 28 de outubro a 12 de novembro de 1930. Governou o Piauí, de 21 de maio de 1931 a 3 de maio de 1935.

### Governo no Piauí
Foi nomeado Interventor Federal do Piauí e pessoa de extrema confiança de Juarez Távora para resolver a chamada “Questão do Piauí”. Poucos dias após o início da sua administração, Landri Sales enfrentou uma rebelião no 25º BC iniciada pelo cabo Amador, com papel de destaque para os cabos Ariovaldo Cavalcante e Aluízio, que ficou conhecido como Cabo Interventor por sentir-se como tal ao sentar-se na cadeira do interventor oficial, aprisionado Landry Sales com uma boa parte da equipe de governo. Pouco depois foi solto.
No seu discurso de posse, Landri Sales procurou minimizar as razões da indicação ao dizer:
“Não venho à vossa terra com a preocupação de auferir vantagens na posição em que me coloca o governo da República. Desejando ouvir vossas opiniões e colaborar convosco, venho com a parcela do meu esforço tentar resolver o problema administrativo do vosso Piauí, do meu Piauí. (...) Não reconheço partidos, não tenho amigos (...), desejo, portanto, a realidade objetiva, a concretização pela união de classe, pelo grupamento de indivíduos que produzem em sindicatos para pleitearem, junto ao governo, as medidas que visem o bem coletivo”.
Landri Sales foi sondado para continuar à frente do governo do Piauí, tendo recusado a proposta. Foi oferecida vaga no Senado Federal, também não aceita. Decidido a voltar para a vida da caserna, declarou apoio ao médico Leônidas Melo para o governo do Estado e aos demais nomes indicados pelo PNS para o Senado e para a Câmara dos Deputados.
Fatos principais:
- Fomentou a pacificação política.
- Construções e reformas de prédios públicos, especialmente no setor educacional como o início da construção do Liceu Piauiense.
- Reforma da Justiça.
- Fundação da AIB (Ação Integralista Brasileira) no Piauí.
- Envio das tropas para combater a Revolução de 32 em São Paulo.
- Extensão ao Piauí do Serviço do CAN (Correio Aéreo Nacional).
- Criação do município de Fronteiras através do Decreto Estadual N° 1.645 de 16 de abril de 1935.
- Inauguração do cinema falado em Teresina.
- Criação da Diretoria das Municipalidades.
- Instituição do Conselho Consultivo do Estado.

Fatos marcantes:
- A visita do presidente Getúlio Vargas ao Piauí no ano de 1933.
- Chega os primeiros aviões na Capital Teresina em 1933.

### Outras ocupações
Landri Sales fez parte do Estado Maior da 3ª Região Militar (RS) e serviu como oficial da 14ª RI de Niterói. Com o golpe de 1937, foi convocado a dirigir o Departamento dos Correios e Telégrafos. Foi Diretor do DCT de 25 de julho de 1939 a 8 de novembro de 1945, quando foi obrigado a deixar o cargo porque era simpatizante da candidatura udenista do brigadeiro Eduardo Gomes. Depois, voltou a dirigir o DCT de 13 de julho de 1949 a 13 de fevereiro de 1951. Foi comandante do 1° Batalhão de Caçadores, sediado no Rio de Janeiro (1954-1955). Comandante do 2° Regimento de Infantaria (RJ). General-de-brigada (1957), passando para a reserva no posto de general-de-divisão. Chefe do Gabinete da Escola Superior de Guerra. Presidente da Companhia Telefônica Brasileira. Sobre o General Landry Sales Gonçalves, cf. FREITAS, Vicente. BELA CRUZ - biografia do município. Joinville: Clube de Autores, 2013. p.355.)